# Cortes de Monzón (1537)

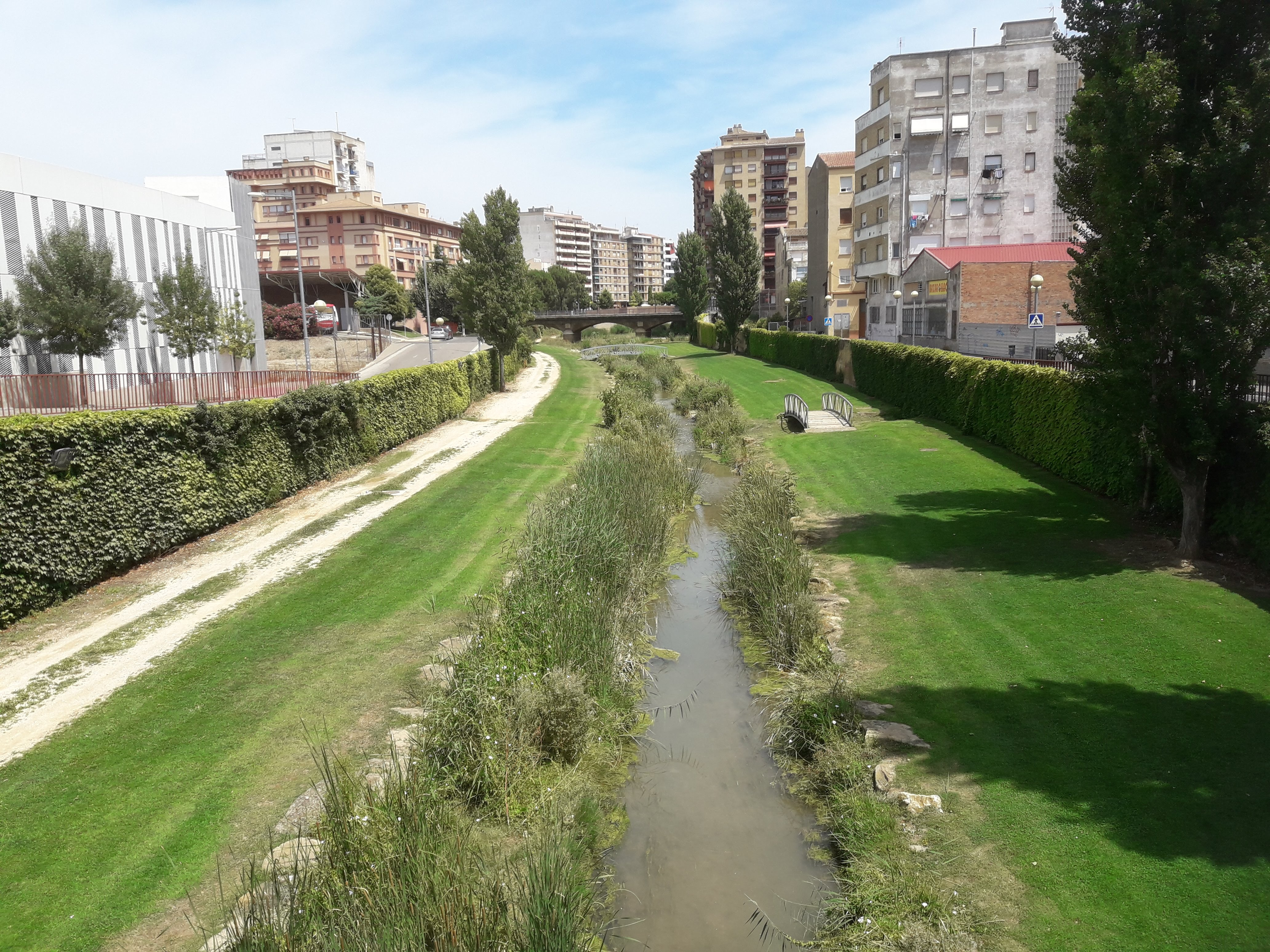
El río Sosa visto desde un puente urbano en Montson.

Las Cortes de Monzón de 1537 fueron presididas por el rey Carlos V. Fueron covocadas el 16 de junio para el 17 de julio de 1537.
Fueron las terceras Cortes generales aragonesas de Carlos I y sus principales motivos eran el coste tan alto de las hostilidades con Francia y la defensa de las agresiones turcas al Mediterráneo.
El mantenimiento de la seguridad marítima obligaba a un trabajo constante de los astilleros catalanes con la consiguiente desforestación de los bosques del Principado. Igual que sucedió en las anteriores Cortes de Monzón (1533), los diputados se quejaron de este hecho.
En cuanto al orden político del principado de Cataluña, volvió a aparecer el conflicto de competencias. En este caso es contra la Audiencia que al hacer procesos de regalía por condenar bandoleros, impedía que estos fuesen juzgados de otros delitos cometidos contra la Generalidad, perdiendo de facto la autoridad y el respeto.
| Predecesor: Cortes de Monzón (1533) | Cortes Generales de la Corona de Aragón 1537 | Sucesor: Cortes de Monzón (1542) |
| Predecesor: Cortes de Monzón (1533) | Cortes de Aragón 1537                        | Sucesor: Cortes de Monzón (1542) |
| Predecesor: Cortes de Monzón (1533) | Cortes Catalanas 1537                        | Sucesor: Cortes de Monzón (1542) |
| Predecesor: Cortes de Monzón (1533) | Cortes del Reino de Valencia 1537            | Sucesor: Cortes de Monzón (1542) |